# چسزکزانی
چسزکزانی (به لاتین: Trzeszczany) روستایی در لهستان است که در Gmina Trzeszczany واقع شده‌است.

## خصوصیات
چسزکزانی ۶۵۵ نفر جمعیت دارد.